# Diachrysia euporia
Diachrysia euporia är en fjärilsart som beskrevs av Franz Dannehl 1933. Diachrysia euporia ingår i släktet Diachrysia och familjen nattflyn. Inga underarter finns listade i Catalogue of Life.